# 대한민국의 보건

대한민국의 기대 수명 변화

대한민국 국민들의 평균 수명은 1950년부터 계속 증가되고 있다. 2011년 기준으로 평균 수명은 81.1세이며, 증가 폭도 OECD 국가들 평균의 2배 정도 된다. 대한민국의 성인 남성의 흡연율은 49%로 OECD 국가들 중 높은 편이다.

## 병원
인구 1천명당 병실 수는 10개이며, OECD 국가들 평균인 5개보다 높다.

## 같이 보기
- 대한민국의 의료
- 대한민국의 정신질환